# S-Low
S-Low è un album live dei Marlene Kuntz, pubblicato il 30 ottobre 2006 per la Virgin Records. È il secondo live ufficiale del gruppo dopo H.U.P. Live in Catharsis.

## Il disco
Il disco contiene le registrazioni effettuate durante lo S-low Tour del 2006 e viene pubblicato in contemporanea con il DVD Mtv Storytellers: Marlene Kuntz, registrato il 23 novembre 2005 nel contesto dell'Aula Magna Santa Lucia dell'Università di Bologna.

## Tracce
1. Lieve – 7:19
2. Danza – 5:01
3. Ti giro intorno – 4:50
4. Fuoco su di te – 3:50
5. La canzone che scrivo per te – 4:44
6. Serrande alzate – 4:34
7. Infinità – 5:09
8. Amen – 7:32
9. L'inganno – 11:35
10. Come stavamo ieri – 3:45
11. Schiele, lei, me – 4:29
12. Nuotando nell'aria – 7:46

## Formazione
- Cristiano Godano - voce e chitarra
- Riccardo Tesio - chitarra
- Gianni Maroccolo - basso
- Luca Bergia - batteria

## Classifiche
| Classifica (2006) | Posizione massima |
| ----------------- | ----------------- |
| Italia            | 19                |